# Shondrella Avery
Shondrella Avery (Los Angeles, 26 aprile 1974) è un'attrice statunitense.

## Biografia
Laureatasi alla Los Angeles County High School for the Arts, Shondrella Avery debuttò nel 1999, con la commedia romantica Cyberdorm. Nel 2004 ottenne il suo primo ruolo importante, quello di LaFawnduh Lucas nella commedia indipendente Napoleon Dynamite. Dal 2002 al 2005 interpretò 15 episodi della serie televisiva One on One, mentre nel 2005 interpretò il ruolo di Lashindra Davis nel film d'azione Domino, diretto da Tony Scott.
Dal 2005 al 2006 interpretò 31 episodi della serie televisiva Cuts e fu nuovamente diretta da Tony Scott nel film di fantascienza Déjà vu - Corsa contro il tempo. Nel 2008 interpretò il ruolo di Greta in La vita segreta delle api, diretto da Gina Prince-Bythewood.

## Filmografia parziale

### Cinema
- Cyberdorm, regia di David Secter (1999)
- Trippin', regia di David Raynr (1999)
- Napoleon Dynamite, regia di Jared Hess (2004)
- Domino, regia di Tony Scott (2005)
- Community Service, regia di Victor Nelli Jr. - film TV (2006)
- Déjà vu - Corsa contro il tempo (Déjà Vu), regia di Tony Scott (2006)
- La vita segreta delle api (The Secret Life of Bees), regia di Gina Prince-Bythewood (2008)
- Matrimonio in famiglia (Our Family Wedding), regia di Rick Famuyiwa (2010)
- End of Watch - Tolleranza zero (End of Watch), regia di David Ayer (2012)

### Televisione
- One on One - serie TV, 15 episodi (2002-2005)
- Squadra Med - Il coraggio delle donne (Strong Medicine) - serie TV, episodio 4x16 (2003)
- Cuts - serie TV, 31 episodi (2005-2006)
- Eleventh Hour - serie TV, episodio 1x18 (2008)

## Doppiatrici italiane
Nelle versioni in italiano delle opere in cui ha recitato, Shondrella Avery è stata doppiata da:
- Daniela D'Angelo in Domino
- Tenerezza Fattore ne Déjà Vu - Corsa contro il tempo